# Xadrez no Brasil
O xadrez no Brasil é um jogo que goza de muitos adeptos, mas sempre com períodos de hiatos e eferverscências entre as gerações. É no império, durante o século XIX, que o jogo começa a se estruturar oficialmente, particularmente na corte do Rio de Janeiro. O primeiro torneio de xadrez efetuado no Brasil, em 1880, contou com a participação de Machado de Assis (que foi o primeiro brasileiro a ter um problema de xadrez publicado), Arthur Napoleão (grande divulgador e pioneiro do jogo no Brasil), João Caldas Viana Filho, visconde de Pirapitinga (o primeiro grande enxadrista brasileiro e provavelmente o maior jogador surgido no Brasil até 1930), Charles Pradez (suíço que residiu alguns anos no Rio de Janeiro), Joaquim Navarro e Vitoriano Palhares.
No Brasil, os campeonatos nacionais ocorrem desde 1927, sendo que o primeiro campeão foi Souza Mendes em campeonato disputado no Rio de Janeiro. O primeiro campeonato brasileiro feminino ocorreu em 1957 na cidade de São Paulo e a primeira campeã foi Dora Rúbio.
Na literatura enxadrística, o Xadrez Básico, escrito pelo médico e mestre nacional Orfeu D’Agostini, influenciou gerações de enxadristas brasileiros, assim como o Manual de Xadrez, de Idel Becker e publicado em 1948. O Xadrez Básico tornou-se um best-seller no Brasil, tendo sido publicado pela primeira vez no ano de 1954. Na atualidade, um dos autores mais importantes é o MI Rubens Filguth que escreveu uma biografia de um dos mais importantes enxadristas brasileiros, intitulada Mequinho, o perfil de um gênio e a obra de referência Xadrez de A a Z, dentre outras obras.
Henrique Mecking, mais conhecido como Mequinho, é considerado o mais importante enxadrista brasileiro, tendo alcançado o seu auge no ano de 1977, quando foi considerado o terceiro melhor jogador do mundo, superado apenas por Anatoly Karpov e Viktor Korchnoi. Todavia, uma doença grave, a miastenia, que compromete seriamente o sistema nervoso e os músculos, fez Mequinho abandonar as competições em 1978. No estágio mais grave da doença passou a frequentar os cultos da Renovação Carismática Católica. Ao se recuperar, passou a dedicar-se integralmente à religião, mas sempre alimentou a esperança de voltar a jogar xadrez. Finalmente voltou a jogar em 1991, num match de seis partidas contra o grande mestre Pedrag Nikolić. Em 2001, venceu Judit Polgar, a maior enxadrista do mundo. Mequinho vem participando de diversos torneios pela Internet e é atualmente um Grande Mestre Internacional, com uma pontuação de 2.565 no rating FIDE, ocupando a quarta posição no ranking brasileiro no início de 2008. No ano de 2009, a CBX organizou o I Campeonato Brasileiro pela Internet, disputado nos servidores do Internet Chess Club, cujo campeão foi o GM Henrique Mecking após final contra o GM Rafael Leitão, sendo o título decidido em um tie-brake.
Em 2011, o campeão brasileiro pela Confederação Brasileira de Xadrez (CBX) é o GM Rafael Leitão, título conquistado no 78º Campeonato Brasileiro Absoluto de Xadrez realizado em Campinas. A campeã brasileira é Artêmis Cruz (ainda sem título FIDE), título conquistado no 51º Campeonato Brasileiro Feminino, realizado no Balneário Camboriú.

## História

### Império:Arthur Napoleão,Caldas VianaeMachado de Assis
Machado de Assis era apaixonado pelo jogo de xadrez. Seu interesse por este divertimento levou-o a ocupar posição destacada nos círculos enxadrísticos do tempo do Império, percursores do xadrez no Brasil. Mantinha correspondência com as seções especializadas dos periódicos da época, compondo problemas (foi o primeiro brasileiro a ter um problema de xadrez publicado) e enigmas, e, indo mais além, participou do primeiro torneio de xadrez efetuado no Brasil, em 1880. Sua primeira referência literária explícita ao xadrez data de 1864, no conto "Questão de Vaidade"; a data faz supor que seu professor provavelmente tenha sido Arthur Napoleão, pianista, compositor, editor de partituras musicais luso-brasileiro, que chegou a acompanhar ao Brasil, de volta de uma de suas viagens à Europa, a futura esposa de Machado, Carolina Xavier de Novais. Napoleão, divulgador obstinado do xadrez em diversas revistas, jornais e clubes brasileiros, era precoce; aos dezesseis anos de idade, o virtuose luso radicado no Brasil enfrentara o famoso campeão do mundo Paul Charles Morphy em Nova Iorque.
Conforme confessa em crônica de 5 de maio de 1895, na sua coluna dominical A Semana na Gazeta de Notícias, Machado já frequentava o Clube Fluminense em 1868 com a finalidade de jogar xadrez. Mais tarde, passou a praticar no Grêmio de Xadrez, que funcionava em cima do Club Politécnico, na Rua da Constituição, número 47. Em 15 de junho de 1877, foi publicado na revista Ilustração Brasileira, na primeira seção de xadrez brasileira, sob a responsabilidade de Napoleão, o primeiro problema de xadrez de autor brasileiro publicado no Brasil: a autoria era justamente de Machado de Assis, que já escrevia crônicas no periódico. Este problema acabou sendo publicado também no livro Caissana Brasileira, de Arthur Napoleão, segundo livro sobre xadrez publicado no Brasil (o primeiro foi O Perfeito Jogador de Xadrez, de 1850) e o mais icônico livro brasileiro sobre xadrez publicado no século XIX. O livro, lançado em 1898, é uma coletânea de 500 problemas de xadrez criadas por diversos autores, além de trazer bibliografia e histórico do jogo no Brasil. Sobre o problema de Machado, Napoleão escreve: "Como o poeta francês Alfred de Musset, Machado de Assis compôs um bonito 2 lances." Em abril de 1878, a Ilustração Brasileira deixa de sair.

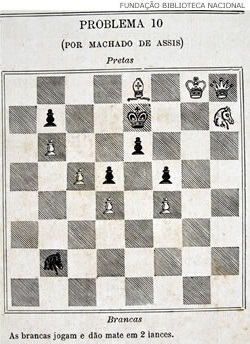
Este foi o primeiro problema enxadrístico por um brasileiro a ser publicado na primeira seção de xadrez publicada no Brasil sob a direção de Arthur Napoleão, na revista Ilustração Brasileira em 15 de junho de 1877. Seu autor: Machado de Assis. Reprodução da Fundação Biblioteca Nacional. Clique na imagem para ampliar. Para ver a solução do problema, clique aqui.

Três anos depois da pioneira publicação do problema enxadrístico machadiano na Ilustração Brasileira, a Revista Musical e de Belas-Artes, fundada e editada por Napoleão e Leopoldo Miguez em 1879, anuncia o primeiro torneio de xadrez disputado no Brasil, em 1880. Participariam seis dos melhores amadores da Corte: Machado de Assis, Arthur Napoleão, João Caldas Viana Filho, visconde de Pirapitinga (o primeiro grande enxadrista brasileiro e provavelmente o maior jogador surgido no Brasil até 1930), Charles Pradez (suíço que residiu alguns anos no Rio de Janeiro), Joaquim Navarro e Vitoriano Palhares. Após as primeiras rodadas do torneio, o resultado parcial divulgado mostrava Machado de Assis liderando com seis pontos, seguido de Arthur Napoleão (cinco e meio), Caldas Vianna (quatro e meio), Charles Pradez (quatro), Joaquim Navarro (um) e Vitoriano Palhares (um). Machado de Assis terminou o torneio em terceiro lugar, atrás apenas de Arthur Napoleão e João Caldas Vianna. A revista termina em 1880 e o Jornal do Comércio, em 1886, passa a publicar aos domingos uma coluna de Napoleão. Num artigo em retrospecto dos torneios de xadrez, publicados por este jornal em 3 de janeiro de 1886, não há menção da participação de Machado entre os disputantes.
Estes fatos foram pesquisados e coletados em revistas e jornais da época existentes na Biblioteca Nacional por Herculano Gomes Mathias em "Machado de Assis e o jogo de xadrez", artigo publicado nos Anais do Museu Histórico Nacional, volume 13, 1952-1964, que estabelece também uma cronologia das menções enxadrísticas em relação a Machado de Assis. Após o primeiro torneio brasileiro de xadrez, cada vez mais rareiam documentos que relacionem Machado ao jogo, mas seu interesse se manteve. Em 4 de janeiro de 1882, fundava-se no Rio o Clube Beethoven, casa restrita com saraus íntimos e concertos de música clássica que, em pouco tempo, contava com uma sala de xadrez. Através do Almanaque Laemmert de 1884, é possível constatar que aderiram ao Clube novos sócios enxadristas, como Napoleão, Charles Pradez, Caldas Vianna e Machado de Assis. Machado de Assis, que também servia na direção do clube funções de bibliotecário, lamenta o fim do clube em crônica de 5 de julho de 1896: "(...) Mas tudo acaba, e o clube Beethoven, como outras instituições idênticas, acabou. A decadência e a dissolução puseram termo aos longos dias de delícias." Herculano Gomes Mathias nota, porém, que nos torneios efetuados pelo clube, a partir de 1882, não consta a participação de Machado de Assis, nem mesmo no Club dos Diários, onde jogava muito, ao contrário de Caldas Vianna e de Arthur Napoleão, cujos nomes estão na relação de associados. Ainda assim, em crônica de 2 de janeiro de 1896, lemos uma referência ainda entusiasmada: "(...) Meu bom xadrez, meu querido xadrez, que és o jogo dos silenciosos (...)" Mathias avalia: "A qualidade do jogo de Machado examinada através do estudo de suas partidas, e a facilidade com que solucionava os problemas publicados na imprensa dão-nos uma ideia lisonjeira de sua força como jogador. (...) Vê-se que Machado de Assis, no que toca aos parceiros [Arthur Napoleão e João Caldas Viana], estava em boa companhia. (...)"

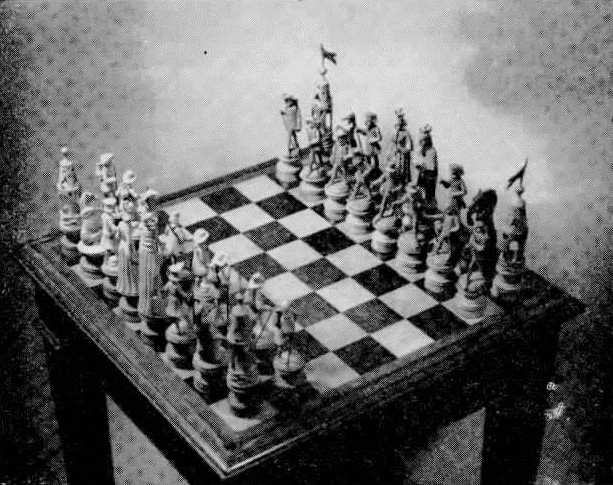
Tabuleiro de xadrez que pertenceu a Machado de Assis. Nos anos 60, o tabuleiro estava na posse do Marechal Estevão Leitão de Carvalho.Em 1997, o tabuleiro de madeira e vidro, em estilo imperial, era mantido junto a diversos outros móveis de Machado, como sua cama e mesa da sala de jantar, em más condições de conservação na biblioteca do Centro de Letras e Artes da Uni-Rio. Um ano depois, a Academia Brasileira de Letras se apropriou de todo seu mobiliário e acervo e fez um cuidadoso restauro que foi até mesmo mostrado em exibição. Só existem seis tabuleiros de xadrez esculpidos em madeira no mundo, sendo este o único na América do Sul.

Em artigo intitulado "Machado de Assis, o enxadrista", de 2008, para a Revista Brasileira, publicada pela Academia Brasileira de Letras, o enxadrista e analista de sistemas Cláudio de Souza Soares considera estes dados históricos todos para analisar se a mentalidade enxadrista de Machado de Assis poderia revelar algo de sua genialidade. Considera alguns momentos proeminentes em que o jogo aparece em sua obra. No conto "Antes que Cases..." (1875), a personagem Ângela diz para o personagem Alfredo: "- A vida não é um jogo de xadrez." No romance Iaiá Garcia (1878), volta atrás, ao descrever que "Das qualidades necessárias ao xadrez, Iaiá possuía as duas essenciais: vista pronta e paciência beneditina; qualidades preciosas na vida, que também é um
xadrez, com seus problemas e partidas, umas ganhas, outras perdidas, outras nulas." Cláudio de Souza Soares afirma: "A discrição e a obstinação de Machado eram características de um grande enxadrista. Quanto mais sua obra se afirma, mais ele se torna um homem retraído, calado, metido consigo. Em 1880, época de sua mais intensa atividade enxadrística, ele publica, originalmente como folhetim, o romance que para muitos é o divisor de águas em sua carreira: Memórias Póstumas de Brás Cubas."
Anos mais tarde, no romance Esaú e Jacó (1904), Machado de Assis explica seu método de criação literária, comparando a narrativa a um jogo de xadrez: "Por outro lado, há proveito em irem as pessoas da minha história colaborando nela, ajudando o autor, por uma lei de solidariedade, espécie de troca de serviços, entre o enxadrista e os seus trebelhos." ("trebelho" é qualquer peça de xadrez) O jogo ainda é mencionado em vários outros contos: "Questão de vaidade", "Astúcias de Marido", "História de uma Lágrima", "Rui de Leão", "Qual dos Dois", "Quem Boa Cama Faz", "A Cartomante" e em diversas crônicas. Em seu artigo, Cláudio de Souza Soares sentencia: "Para a mente de um romancista-enxadrista, a associação do jogo com a literatura soa natural. A leitura de um livro é apenas uma das possibilidades que o arranjo de suas jogadas, ou histórias, pode conter. Esse é o princípio da combinatória. Esse é o princípio do jogo que Machado propõe aos seus leitores. (...) Enquanto um livro de Machado de Assis for exumado de uma estante e lido, é porque a partida continua. Estamos em xeque. O próximo movimento de Machado de Assis é um enigma. A ressaca no olhar inesgotável de Capitu é apenas um deles. Pistas essenciais para o estudo da obra do grande escritor brasileiro poderão ser descobertas nos labirintos do tabuleiro, no contínuo movimento de suas peças? Como ele próprio nos aconselha em Iaiá Garcia, será preciso manter a vista pronta e a paciência beneditina, pois aqui (e assim é a própria vida) jogamos xadrez.""
O interesse de Machado de Assis pelo xadrez prolongou-se por muitos anos, conforme revela sua correspondência com o amigo Joaquim Nabuco que, em 1883, lhe envia de Londres retalhos de jornais com transcrições de partidas, atendendo ao pedido do amigo. Em crônica de 25 de fevereiro de 1894, evoca os personagens Próspero e Miranda da última peça de Shakespeare, A Tempestade, para escrever: "(...) diria à bela Miranda que jogasse comigo o xadrez, um jogo delicioso, por Deus! imagem da anarquia, onde a rainha come o pião, o pião come o bispo, o bispo come o cavalo, o cavalo come a rainha, e todos comem a todos. Graciosa anarquia, tudo isso sem rodas que andem, nem urnas que falem!" Em 1927, na introdução do seu livro Xadrez Elementar, Eurico Penteado escreveu, em retrospecto e homenagem: "Enfim, uma era nova parecia surgir para o xadrez nacional, quase moribundo, após os dias brilhantes de Caldas Vianna, Arthur Napoleão, Machado de Assis e outros."

## Nascimento do campeonato Brasileiro
O primeiro Campeonato Brasileiro de Xadrez foi realizado em 1927, em um match entre o médico campeão do Distrito Federal, João de Souza Mendes, e o campeão paulista Vicente Túlio Romano. Na melhor de seis partidas, Souza Mendes se tornou o primeiro campeão nacional de xadrez. Ele venceria os próximos três campeonatos, derrotando os cariocas Oswaldo Cruz e José Lacerda Guimarães, respectivamente. Apenas na edição realizada em 1933 houve um novo vencedor, o carioca Orlando Roças Júnior, que venceu um match de quatro partidas contra o fluminense Alberto Gama. No ano seguinte, em 1934, foi desafiado pelo ex-campeão João de Souza Mendes e venceu o match contra o tetracampeão. Em 1935, na sétima edição, perdeu o match para o economista e ativista político Thomaz Borges.
Oswaldo Cruz, que havia perdido duas vezes para o tetracampeão João de Souza Mendes, venceu a edição de 1938 contra o criador da Abertura Trompowsky, Octávio Trompowsky, em um match de melhor de sete partidas, com 4 pontos a 3. Trompowsky venceria a edição seguinte, em 1939, com um resultado de 5,5 a 2,5, incluindo cinco vitórias consecutivas no match. Em 1941, ocorreu a disputada e controversa edição que deu o título ao enxadrista carioca Adhemar da Silva Rocha. Tal título só foi reconhecido em uma reunião da Confederação Brasileira de Xadrez em 12 de agosto de 1949, confirmando sua veracidade.
Oswaldo Cruz voltou a vencer em 1942, contra o paulista Paulo Duarte Filho. Em 1943, ocorreu a primeira edição com semifinais, realizadas em Teresópolis e São Paulo. Os campeões carioca (João de Souza Mendes) e fluminense (Oswaldo Marques Oliveira) disputaram a semifinal no Rio de Janeiro, enquanto os campeões paulista (Raul Charlier) e mineiro (José Pereira da Rocha) competiram em São Paulo. Na final, Souza Mendes venceu Charlier, conquistando seu pentacampeonato.
A edição de 1945, realizada em Nova Friburgo, Rio de Janeiro, teve um formato round-robin com sete participantes: dois do Distrito Federal (Alberto Teófilo e Heitor Ribas), dois do Rio de Janeiro (Orlando Roças Júnior e Washington Oliveira), dois paulistas (Flávio de Carvalho Júnior e Paulo Duarte Filho) e um gaúcho (Olímpio Hartz). O bicampeão carioca Orlando Roças Júnior conquistou seu terceiro título. Em 1947, em Porto Alegre, o paulista Márcio Elísio de Freitas venceu em uma competição com 14 participantes. As edições de 1948 e 1949 foram vencidas por Oswaldo Cruz, empatando com Souza Mendes em número de títulos. Curiosamente, na edição de 1948, seu irmão, Oswaldo Cruz Filho, foi vice-campeão.
Em 1950, o carioca José Thiago Mangini venceu em uma edição com menos participantes em comparação com anos anteriores. Em 1951, Eugênio German tornou-se o primeiro campeão mineiro e mais tarde se consagraria como o primeiro Mestre Internacional brasileiro de xadrez. Após a vitória de Flávio de Carvalho Júnior em 1952, Oswaldo Cruz conquistou seu hexacampeonato em 1953, superando Souza Mendes. Contudo, em 1954, Souza Mendes igualou o recorde. Em 1956, José Thiago Mangini conquistou seu bicampeonato, e em 1957, Luiz Tavares da Silva tornou-se o primeiro pernambucano e nordestino a vencer o campeonato nacional.
Em 1958, Souza Mendes conquistou seu heptacampeonato, vencendo seis das oito partidas disputadas. Entre 1959 e 1963, o título foi alternado entre o paulista Olício Gadia (1959 e 1962) e os irmãos Câmara: Hélder Câmara (1963) e Roland Câmara (1960 e 1961). Hélder perdeu em 1964 para o carioca Antônio Rocha. Em 1965, o gaúcho Henrique Mecking, aos 13 anos, tornou-se o primeiro campeão de seu estado e também venceu a edição de 1967. Em 1966, José Pinto Paiva tornou-se o primeiro campeão baiano.
Herman Claudius van Riemsdijk, de origem neerlandesa, venceu a edição de 1973 por desempate. Em 1974, o carioca Márcio Miranda e o paulista Alexander Sorin Segal empataram e, após um novo empate no match de desempate, foram declarados campeões conjuntos. Situação semelhante ocorreu em 1983, com Marcos Palouzzi e Jaime Sunye Neto.
Entre 1976 e 1983, Jaime Sunye Neto venceu sete edições, empatando com Souza Mendes. Entre 1984 e 1986, o paulista Gilberto Milos conquistou um tricampeonato. Em 1991, Everaldo Matsuura tornou-se o segundo campeão paranaense. Em 1996 a 1998, o maranhense Rafael Leitão venceu três edições consecutivas. De 1999 a 2001, o gaúcho Giovanni Vescovi fez o mesmo. Darcy Lima também alcançou um tricampeonato entre 2002 e 2003.
Giovanni Vescovi completou seus sete títulos até 2010 após vencer as edições de 2006,2007,2009 e 2010, assim como Rafael Leitão, que venceu em 2011, 2013 e 2014. Outros campeões incluem André Diamant (2008), Krikor Mekhitarian (2012 e 2015), Alexandr Fier (2005, 2017, 2019, 2022 e 2024), Luis Paulo Supi (2019 e 2022) e Roberto Júnior Brito Molina (2018).

## Desempenho internacional

#### Olímpiadas
A primeira participação em um torneio internacional fora do continente sul-americano foi a não-oficial Olímpiada de Munique, em 1936, na Alemanha nazista. A equipe brasileira ficou no décimo sexto lugar, entre 21 países, somando 63 pontos. Voltariam a participar das Olímpiadas de Buenos Aires, em 1939, com uma equipe formada por Octavio Trompowsky, Adhemar de Silva Rocha, Walter Oswaldo Cruz, João de Souza Mendes e Cruz Filho. Na fase de grupos, o Brasil enfrentou as seleções da Polônia, Boêmia e Morávia, Inglaterra, Canadá, Peru e Paraguai, conseguindo se classificar em quarto no grupo, e ficando na Final A, onde acumulou dez empates e ficou na décima quarta colocação, acima da Dinamarca, que ficou em última no grupo. Num hiato de treze anos, voltaram nas Olímpiadas de Helsinque, em 1952, onde tiveram um desempenho inferior no Grupo 2 e acabaram indo para a Final C, onde tiveram o melhor desempenho, com 18 pontos e meio. O time só permanecia Souza Mendes e Cruz Filho da última participação, sendo estes agora acompanhados por Eugênio German, José Thiago Mangini, Flávio de Carvalho Júnior e Fernando Vasconcellos. Houve um longo hiato desde a participação em 1952, com o Brasil retornando aos tabuleiros em 1968, na Olímpiada de Lugano, na Suíça. Tiveram uma participação melhor que a anterior, indo para a Final B, e ficando na vigésima quinta posição, de 53 times. A equipe brasileira estava toda reformulada, com a participação do prodígio Henrique Mecking, Eugênio German, Hélder Câmara, Antônio Rocha, Marcio Miranda e José Pinto Paiva. 
Na Olímpiada de 1970, em Siegen, na Alemanha Ocidental, o Brasil foi para a Final C, com 17 pontos, junto com a Bélgica. Nesta, alcançou a vigésima oitava posição, com 25 pontos e meio. Mecking não participou, e Adauto Nóbrega, Peter Toth e Josino Resende participaram pela primeira vez representando o Brasil. Em 1972, na Olímpiada de Skopje, na Iugoslávia, o Brasil foi novamente para a Final C, ficando na trigésima sexta colocação, numa equipe que contava com Francisco Trois, Herman Claudius van Riemsdijk e Francisco Alves dos Santos. Nesta edição, houve a primeira participação brasileira na vertente feminina, onde o Brasil foi para a Final B e ficou na décima quarta colocação. As brasileiras também participariam da edição feminina em Medellín, na Colômbia, em 1974, onde chegariam na Final B e ficariam na décima terceira posição. No mesmo ano, houve as Olímpiadas de Nice, na França, onde o Brasil foi para a Final C pela terceira vez consecutiva, e ficou na trigésima quinta posição, com 32 pontos e meio, onde apenas Alexandru Sorin Segal não havia participado de uma olímpiada antes. 